# Ed Elisian
Ed Elisian, ameriški dirkač Formule 1, * 9. december 1926, Oakland, Kalifornija, ZDA, † 30. avgust 1959, Milwaukee, Wisconsin, ZDA.

## Življenjepis
Elisian je pokojni ameriški dirkač, ki je med letoma 1954 in 1958 sodeloval na ameriški dirki Indianapolis 500, ki je med letoma 1950 in 1960 štela tudi za prvenstvo Formule 1. Najboljši rezultat je dosegel na dirki leta 1954, ko je zasedel osemnajsto mesto. Leta 1959 se je smrtno ponesrečil na dirki v Milwaukeeju.